# إريك سمندا
إريك سزمندا (بالإنجليزية: Eric Szmanda) مواليد 24 يوليو 1975 في ويسكونسن، هو ممثل أمريكي.

## الأعمال

### أفلام
- الشبكة
- سي اس آي:التحقيق في موقع الجريمة

## روابط خارجية
- إريك سمندا على موقع IMDb (الإنجليزية)
- إريك سمندا على موقع روتن توميتوز (الإنجليزية)
- إريك سمندا على موقع ألو سيني (الفرنسية)
- إريك سمندا على موقع ميوزك برينز (الإنجليزية)
- إريك سمندا على موقع أول موفي (الإنجليزية)
- إريك سمندا على موقع قاعدة بيانات الأفلام السويدية (السويدية)
- إريك سمندا على موقع إن إن دي بي (الإنجليزية)
- إريك سمندا على موقع قاعدة بيانات الفيلم (الإنجليزية)
- إريك سمندا على موقع كينوبويسك (الروسية)